# Сату Ноу (Мехединци)
Сату Ноу (рум. Satu Nou) насеље је у Румунији у округу Мехединци у општини Стангачауа. Oпштина се налази на надморској висини од 90 m.

## Становништво
Према подацима из . године у насељу је живело  становника.